# Я̨
Cette page contient des caractères spéciaux ou non latins. S’ils s’affichent mal (▯, ?, etc.), consultez la page d’aide Unicode.
Le ia ogonek (capitale Я̨, minuscule я̨) est une lettre de l’alphabet cyrillique qui a été utilisée dans l’écriture du polonais au XIXe siècle. Elle est composée d’un Я avec un ogonek.

## Utilisations
La lettre cyrillique ia ogonek ‹ я̨ › a été utilisée dans l’écriture du polonais, après la défaite de l’Insurrection de Janvier 1863 et l’interdiction de publier avec les lettres latines dans les documents officiels de 1864 à 1904.
L’adaptation de l’écriture civile a utilisé ‹ а̨ › et ‹ э̨ › comme équivalents des lettres latines ‹ ą › et ‹ ę ›, ainsi que ‹ я̨ › ou ‹ іа̨ › et ‹ е̨ › ou ‹ іе̨ ›.

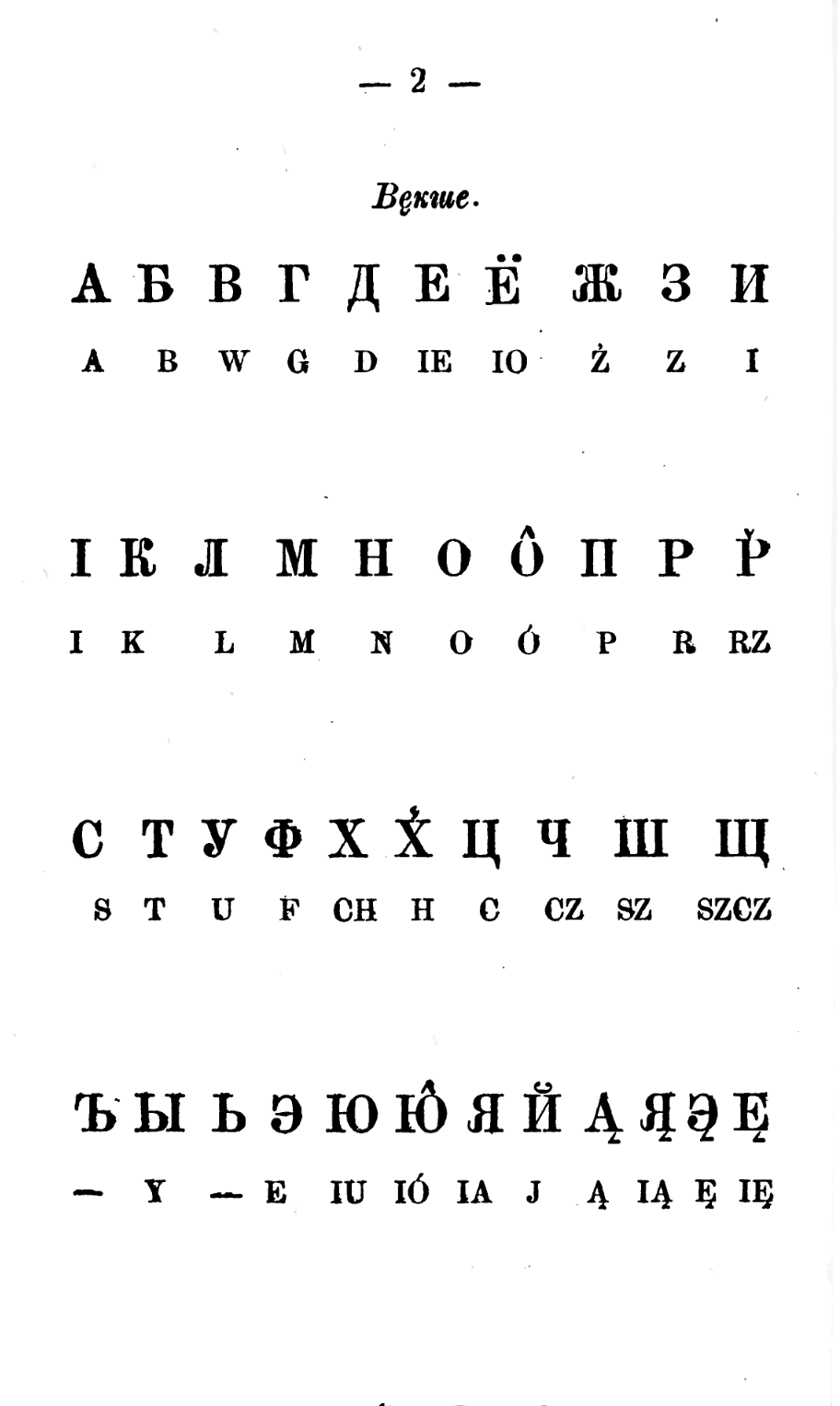
Alphabet polonais cyrillique en 1865.

## Représentation informatique
Le ia ogonek peut être représenté avec les caractères Unicode suivants (cyrillique, diacritiques) :
| formes    | représentations | chaînes de caractères | points de code | descriptions                                      |
| --------- | --------------- | --------------------- | -------------- | ------------------------------------------------- |
| capitale  | Я̨               | Я◌̨                    | U+042F U+0328  | lettre majuscule cyrillique ia diacritique ogonek |
| minuscule | я̨               | я◌̨                    | U+044F U+0328  | lettre minuscule cyrillique ia diacritique ogonek |